# Куровиці (Нижньосілезьке воєводство)
Куровиці (пол. Kurowice, нім. Gusteutschel) — село в Польщі, у гміні Єжманова Ґлоґовського повіту Нижньосілезького воєводства.
Населення — 261 особа (2011).
У 1975-1998 роках село належало до Легницького воєводства.

## Демографія
Демографічна структура станом на 31 березня 2011 року:
|          | Загалом | Допрацездатний вік | Працездатний вік | Постпрацездатний вік |
| -------- | ------- | ------------------ | ---------------- | -------------------- |
| Чоловіки | 128     | 32                 | 87               | 9                    |
| Жінки    | 133     | 32                 | 81               | 20                   |
| Разом    | 261     | 64                 | 168              | 29                   |